# タリ＝イハンタラの戦い
タリ＝イハンタラの戦いは、継続戦争で起こった戦い。フィンランドとドイツの援軍はこの地域でソ連軍と激突した。スカンジナビア史随一の大戦闘である。フィンランドはソ連側に三倍以上の被害を与え、カレリア地峡でのソ連軍の進軍を停止させた。

## 背景
1941年6月、フィンランドは継続戦争開始と共にカレリアの旧領を奪回し、それ以降は進軍を停止した。ソ連とフィンランドの間での戦闘は小康状態になっていた。しかしながらソ連がレニングラード包囲戦で勝利すると、スタフカはフィンランドへの反転攻勢を決定し、軍にヴィボルグなど旧領奪回とフィンランド軍の駆逐を命じた。
カレリア地峡でソ連が攻勢に転じたのは連合軍がノルマンディー上陸作戦を始めた1944年6月9日のことであった。この地域で守備を行っていた部隊に更に多くの部隊を補充し、合計3個軍団をフィンランドへの攻勢へ向けた。
ソ連軍は砲撃や爆撃を絡めた全面での強い攻撃によってフィンランド軍が前線で構築していた主防衛線をヴァルケアサーリ付近での戦闘で一日で突破。フィンランド軍は第二の防衛線、VT線へと撤退、シーランマキで防衛線の保持を試みたものの、クーテルセルカで敗北し、ソ連軍の圧倒的かつ巧みな攻勢の前に防衛線を破られ、更に後方のVKT線(ヴィボルグ-クパルサーリ-タイペレ)への退却を余儀なくされた。VT線を放棄するまでにかかった時間はたった一週間であり、更に6月20日、フィンランド軍はVKT線の後部にあったフィンランドの古都ヴィープリ、ロシア語で言うヴィボルグを奪回された。ソ連はヴィボルグを奪回したことで攻勢の第一目標を遂げた。たったの十日程でソ連軍は第一の軍事的目標に達したのである。 
フィンランドはこれまでにも講和を求めていたが、6月21日に再度講和を求めた。しかし、ソ連は無条件降伏以外の用件では交渉に着かないと通告した。更にフィンランドの講和の動きに対しドイツは外務相リッベントロップを6月22日に派遣し、フィンランドがドイツの支援ある限り戦い続けるように圧力をかけた。フィンランドはこれを飲まざるを得ず、フィンランドの大統領リスト・リュティはこれを「個人として」受け入れた（リュティ＝リッベントロップ協定）。
6月21日、スタフカは攻勢を行うレニングラード方面軍に、勝利の余勢をかってタリ近郊でVKT線を越えサイマー湖に進展、フィンランド軍を壊滅させるように命じた。ソ連軍はフィンランドに抜けるためにタリ＝イハンタラ方面に集結した。この地帯は多くの湖、運河などが存在し、カレリア地峡からフィンランド側に出る道のうち、ほぼ唯一機甲部隊が通れる要衝であった。当然フィンランド軍の激しい抵抗が見込まれたが、スタフカはこの難所を突破すれば残る戦闘は扇状に広がるフィンランド領で行われるため、兵力の多いソ連軍がフィンランド軍を押し込むことは難しくないと考えた。このためレニングラード方面軍の多くをこの地帯に投入して一気に突破を図った。スタフカはこの突破を6月28日までに終え、フィンランド戦線を片付けた後、主力をドイツ戦線のバグラチオン作戦に向ける予定であった。
一方、フィンランド軍はあらゆる地方から動員できる軍を全てかき集め、VKT線に集結させつつあった。この地域が戦力を集中して防衛に当たれる最期の場所となっていた。フィンランドは6月12日にドイツに助けを求め、16日、ドイツ空軍部隊クールマイ戦闘団がフィンランドに到着していた。また、大隊規模の第303突撃砲旅団、更に第122歩兵師団も到着した。更にドイツから物資、更に不足していたパンツァーファウストなどの対戦車兵器も支援として送られてきた。

## 戦力

### フィンランド軍
- カレリア地峡総司令部(レンナルト・オシュ中将)
- フィンランド第四軍団(ターヴェッチ・ラーティカイネン中将) 
  - 第3旅団「青旅団」 (ラウリ・ハーンテラ（フィンランド語版）大佐)
  - 第3師団 (アーロ・パヤリ少将)
  - 第4師団(ピエタリ・アウッティ（フィンランド語版）少将)
  - 第18師団(パーヴォ・パール（フィンランド語版）少将 6月26日解任 後任 オットー・スネルマン（フィンランド語版）大佐)
  - 第11師団(6月11日到着)(カールロ・ヘイスカネン（英語版）少将)
  - 第6師団(エイナー・ヴィフマ（フィンランド語版）少将)
- フィンランド機甲師団(エルンスト・ルーベン・ラガス少将)
- 第三空軍(グスタフ・マグヌッソン（英語版）中佐)

メッサーシュミットBf109、33機
ブルースターバッファロー18機
その他238機の戦闘機
1機の偵察型フォッカーC.X
- 第四空軍(オラヴィ・サルコ(Olavi Sarko)大佐)

ブリストルブレニム、33機
ユンカースJu88、12機
ドルニエDo17Z爆撃機8機

### ドイツ援軍
- クールマイ戦闘団(クルト・クールマイ中佐)

(Fw190 23-43機、Ju87D 24-30機、Bf109 1-8機)
- 第303突撃砲旅団(Cpt. Hans-Wilhelm Cardeneo)

(III号突撃砲G型31両、6月22日到着)

### ソ連軍
- レニングラード方面軍(レオニード・ゴヴォロフソ連邦元帥)

- ソビエト第21軍（英語版）(ドミトリー・グーセフ中将) (15師団)

第30親衛軍団
第45,63,64親衛狙撃師団、
第97軍団、第108軍団、第109軍団、第110軍団
第46,72,90,109,168,178,265,268,286,314,358,372狙撃師団

## 経過

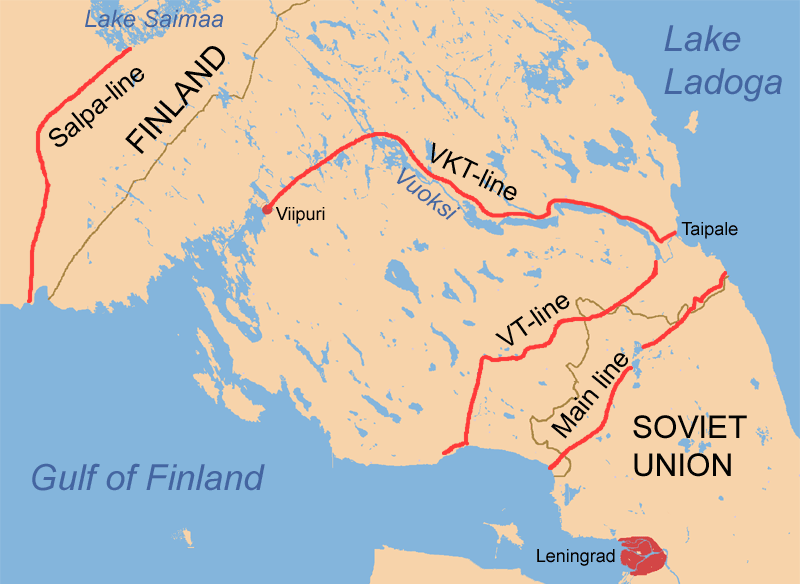
フィンランド軍の防衛線。VKT線は三本目の防衛線だった。

タリ-イハンタラの戦いはヴィボルグから8-14km東北のヴィープリ湾の北端に流れるヴオクシ川沿いの町、タリとイハンタラ近縁のとても狭い区画で行われた。
ソ連軍はヴィープリ東部の地域に集中、南にあるタリを通り過ぎ、北のイハンタラに進攻する途中であった。ソ連軍のとった進路は小さな湖と東のサイマー運河、西のヴオクシ川に狭められており幅10km程度であった。ソ連軍はこの部分を一気に突破、フィンランド軍の後ろに回りこみ包囲壊滅させる計画であった。

### タリ近郊・6/25～6/30にかけて

#### 6/20～6/24
タリ-イハンタラ近郊で戦闘が始まったのは6月20日である。ソ連軍の初回の攻勢は6月20日から24日にかけて行われた。フィンランド第6、第48連隊、28独立大隊からなる第18師団、4個大隊からなる第3旅団、スウェーデン語話者からなる第13連隊に対し、ソ連軍はソビエト第97軍団、第109軍団、第152戦車師団が攻勢を行った。フィンランド軍は猛烈な砲火と爆撃を耐え、援軍が到着するまでの間強固に抵抗し、ソ連軍を追い返した。しかしこれは前哨戦に過ぎなかった。

#### 6/25～6/26
ソ連軍は二次攻勢から主力を投入し始めた。この攻勢からソビエト第30防衛兵団も攻勢に加わった。攻撃の主目標はイマトラ-ラッペーンランタ-スールパーラを結ぶ線であり、28日までに攻勢を終える予定であった。
攻勢が始まったのは6月25日の6時30分である。攻勢から一時間かけて重野砲、榴弾砲などによる攻勢準備砲火を行った。砲撃後、ソ連軍主力がタリから攻勢を開始した。ソ連軍はレイティモヤルヴィ(レイティモ湖、現マロエ・クラスノホルムスコエ)の両岸からフィンランドの戦線を突破することを試みた。東岸の攻撃は3km進んだ場所でフィンランド第4師団との戦闘によって足止めされた。東岸での戦闘の一方、西岸のソビエト第45親衛師団と第109軍団はフィンランド第48連隊の防御するコンッカランヴオレにはまり込んだものの、ソ連第27戦車連隊から派遣された戦車がポルティンホイッカ交差点まで道を押し進んだ。ソ連軍はソビエト第178師団と共にフィンランド第6師団第1大隊が守備するサーレラ狭地を横切ったが、ここでもフィンランド軍の奮戦によって退けられた。ソビエト第97軍団はフィンランド第3旅団の守備している地域を攻撃したが、少ししか前進することはできなかった。戦いの中、フィンランド軍部隊は戦線を分断され包囲される危険性が高まり、形勢は著しく危うくなった。包囲の危険性のためフィンランド第4軍団は退却し、VKT線に穴が開いた。ソ連軍はこの防衛線の穴にめがけて進軍してきたが、フィンランド側は後方で待機していた第18師団、第17師団の一部、第4師団の残存兵力を投入して反撃を行った。午後に入ると、フィンランド唯一の機甲師団がこの戦闘に投入されソ連軍の兵力をレイティモ湖西岸の進出前の位置までに押し返した。ソビエト第27機甲連隊はこの攻撃で散り散りになり各個撃破され全滅した。この戦闘でフィンランド軍はソビエト第27機甲師団から6両の戦車を鹵獲した。

#### 6/27～6/30

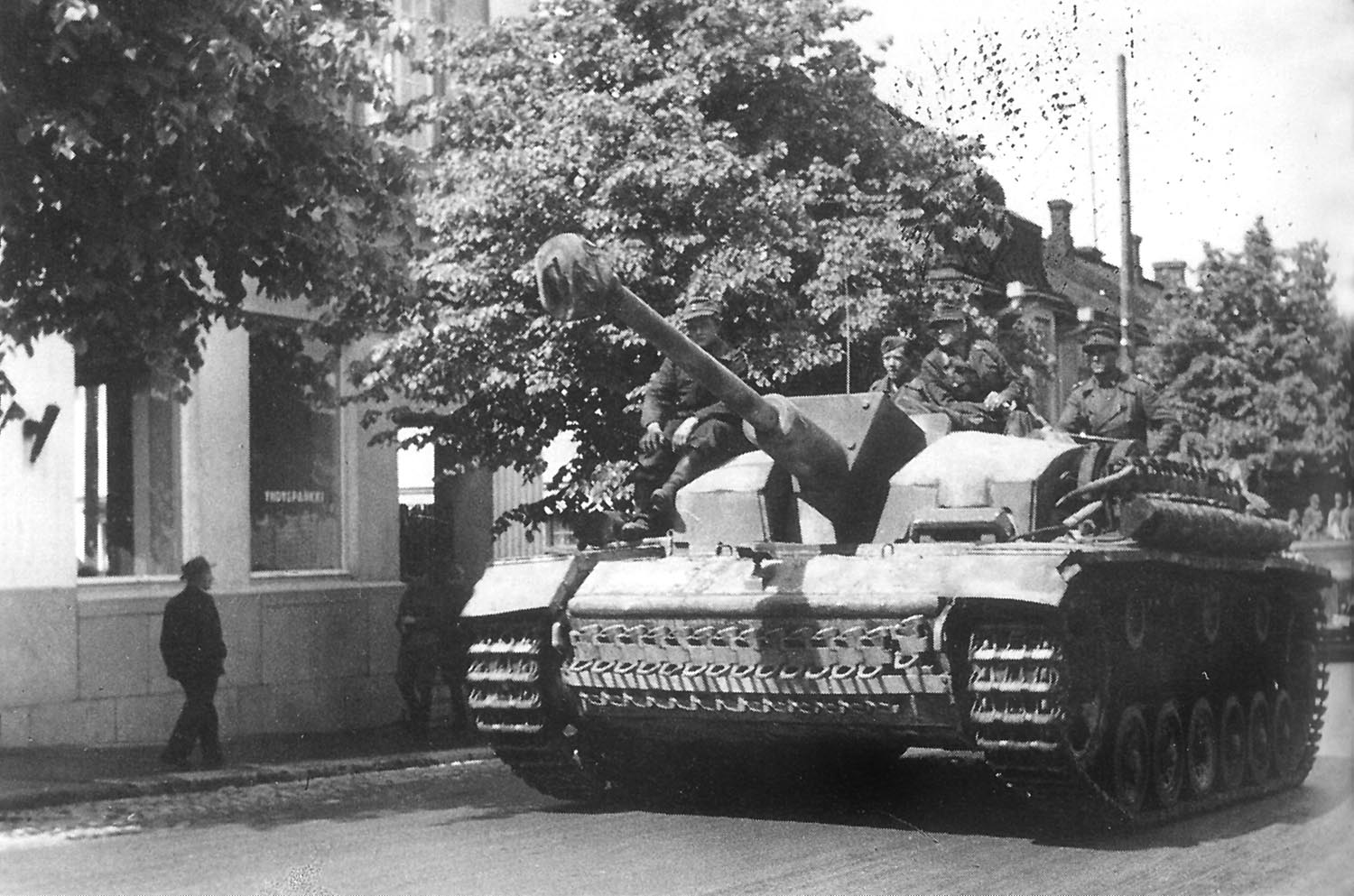
同盟国であったドイツの援軍ドイツ第303突撃砲部隊

27日に始まった第三次攻勢ではドイツ第303突撃砲部隊と共に多くのフィンランド軍が増援に到着した。フィンランド軍部隊は戦闘で配置がばらばらになり、集中した組織防衛が難しくなっていたためフィンランド軍は兵をビョルクマン戦闘団とプロマ戦闘団の二組の戦闘団に再編した。一方ソ連軍は増援としてソビエト第108軍団を参加させ、兵力全体として合計1機甲師団、2機甲突破連隊、4個狙撃兵連隊を含むことになった。
フィンランド側は戦闘の主導権を取り戻そうと試み、レイティモ湖東部の防衛線を破って進出した第46親衛師団、第63親衛師団、第64親衛師団、第268師団、第30親衛戦車旅団からなるソビエト4個師団に攻撃を行った。これらの部隊を3つに分断してフィンランド軍得意のモッティ戦術に持ち込もうと試みたのである。分断のために進むプロマ、ビョルクマンの両戦闘団はお互い1kmずつの位置まで進軍したが、包囲を閉じようというところでタリ製粉所近くで全周囲に防御体制を引いたソ連軍に猛烈な反撃を受けた。幾つかの戦車戦も行われたが功を奏することはなかった。フィンランド軍の攻撃が失敗したのはソ連軍の戦車と砲の集中運用による強固な反撃が理由であり、また、両戦闘団間の連絡が戦闘の途中で失われたことも大きい。戦闘団を率いたプロマは戦後、この包囲失敗を一番後悔していると述べている。しかし、この攻撃によってフィンランド側は防衛に72時間の猶予をもたらし、後方に配置されていたフィンランド第6軍と第11軍が到着する時間を与えた。
28日にはフィンランド航空軍やドイツのクールマイ部隊がソ連軍の隊列を攻撃した。ソ連空軍も第276爆撃機師団を用いてフィンランド機甲部隊を空爆した。フィンランド軍司令部はヴァッキラ-イハンタラ湖-コッコセルカ-ノスクアンセルカまでの撤退を命じた。しかし、フィンランド部隊は退却途中でソ連に追撃される。6月29日は戦闘を通じてフィンランド軍の損害が最も大きくなり、敗北に近い状態まで追い込まれた。フィンランド軍は編成を再度再編した。しかし、その後も血みどろの戦闘が続き、6月30日、フィンランド軍はタリから退却。この7月1日と2日の遅延防衛による戦闘でフィンランドは1日あたり800名の損害を出した。

### イハンタラ近郊・7/1～7/9にかけて

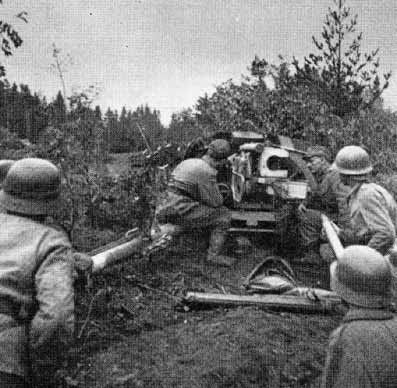
フィンランド軍の砲兵

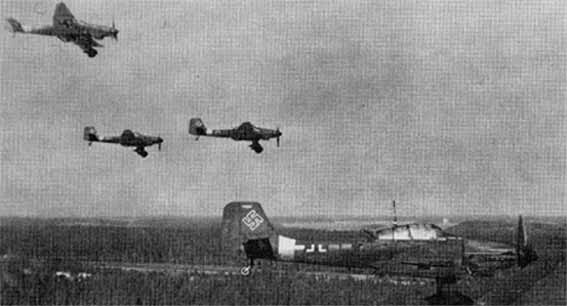
カレリア地峡で作戦中のクールマイ戦闘団

イハンタラ村近郊での戦いは7月1日から始まり、この地域の戦闘にフィンランド軍は保有する砲の半分以上を集中させた。フィンランド機甲師団もイハンタラで集結、更にドイツ第303突撃砲連隊もこの地区に集まっていた。また、ドイツから提供されたパンツァーファウストなどの対戦車用兵器も用意されていた。
7月2日、フィンランド軍はソビエト第63師団と第30機甲師団のの無線を傍受し、次の攻撃が7月3日04:00に行われることを察知した。翌朝、ソ連の攻撃予定時間2分前にフィンランド軍機40機とドイツ軍機40機が準備中のソ連軍を爆撃し、フィンランド軍は250門の砲で4000発の砲弾をソ連軍に叩き込んだ。同日6:00、200機のソ連軍機の爆撃の後ソ連軍はフィンランド側に進攻を開始した。しかし、19:00、フィンランド兵は元の戦線を取り戻す。
イハンタラ近郊で行われた集中砲火はフィンランド史上最も激しいものだった。砲撃にあたってはフィンランド軍砲兵大将のヴィルホ・ペッター・ネノネンの考案した的確で迅速な目標変更と砲撃位置修正を容易にする砲火修正ドクトリンが用いられた。この戦闘でいままで防衛に廻っていたフィンランド軍はソ連兵に一気に砲火を集中させ、ソ連軍の先鋒を粉砕した。
S.P.プラトノフ中将によって記された『Bitva za Leningrad 1941-1944』(レニングラードの戦い 1941-1944)にはこう記されている。
7月6日、フィンランド第6師団は18の砲兵大隊、一個砲兵中隊による砲撃で防衛を行ったにもかかわらずソ連軍は幾つかの成功を収めた。しかし、翌日ソ連軍は反撃をうけ押し戻され、13:00からの攻撃、19:00からの攻撃でも進軍することはできなかった。7月7日、ドイツ戦線で行なわれているバグラチオン作戦のためソ連軍の攻勢主力はヴオクシに退転し、状況の良い兵力をナルヴァの戦いに向けエストニア方面へと移動させ始めた。7月9日以降も幾つかの戦闘が行われたものの、9日以降ソ連軍はこれ以上の戦線の突破を試みることをあきらめた。

### その他の戦闘
時を同じくして、7月4日、ソビエト第59軍はヴィープリ湾に浮かぶ島伝いにヴィープリ湾に強襲上陸を行った。しかしこの攻撃はフィンランド本土でフィンランド第5軍に配属されたドイツ第122師団との戦闘で海に追い落とされた。
7月3日にソ連軍がイハンタラ近郊で敗北した後、ソビエト第23軍はヴオクシ川を渡ってヴオサルミに攻撃を行った。しかし、これも3個師団を渡河させながらもフィンランド第2師団の反撃にあい、失敗した。その後もソ連軍は7月21日に至るまで突破を試み続けた。
タリ＝イハンタラでの防衛成功とこれらの戦闘での防衛成功でフィンランド軍はカレリア地峡におけるソ連軍の進撃を止めることに成功し、前線はキヴィスィルタ、ティエンハーラからヴィープリ湾、ヴオクシ河畔のヴオサルミ近郊で止まり戦線が膠着した。その後、ラドガ湖東北部で行われたイロマンツィの戦いではフィンランド軍はモッティ戦術でソ連師団2個師団を包囲し、継戦可能であることを示した。
7月12日、ソ連軍は攻勢の停止指令を受け、塹壕を掘り防衛体制に入った。ソ連軍が前線の軍を輸送列車でヴィープリに下げていることにフィンランド側が気付くのには時間はかからなかった。ソ連軍はバグラチオン作戦への兵力移動をこれ以上遅らせるわけには行かず軍をエストニアへ移動させ始めたのである。この日から、ソ連はフィンランドとの平和交渉の準備を始めた。

## 損害
フィンランド側の記録ではソ連軍はおおよそ300台の戦車を失ったとしている。これらの多くは航空攻撃や近接防衛用の武器で破壊されたという。また、120機から280機の航空機を打ち落としたとしている。
フィンランド側は8561名の兵士が行方不明、死亡などで失われたとしている。一方、ソ連側の被害は第21軍の日ごと、10日ごとの戦果記録によるとは1万8千人から2万2千人を失ったとしている。死傷者の不的確性は兵力の25％がこの戦闘に関与していないことからうかがえるが、ソ連軍の士気から死傷者数はもう少し少なかったと考えられる。

## 影響

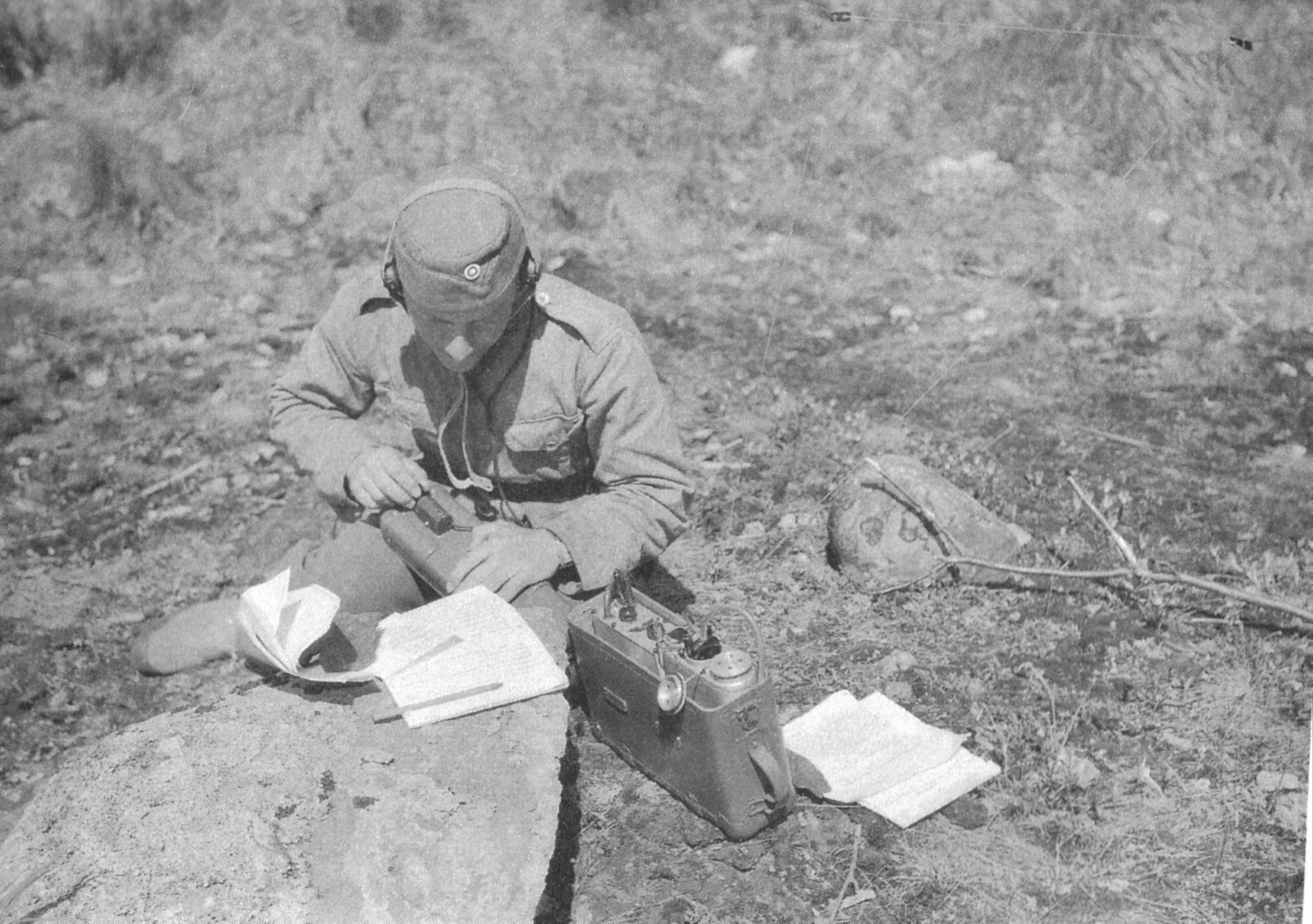
フィンランドの通信兵

この戦いでのフィンランド軍の勝利とその他の緒戦闘での勝利は、ソ連首脳部に大きな方針転換を迫った。ソ連はこの戦いを一週間程度で終わると見込んでいたが、最終的にVKT線を突破することはできなかった。ソ連軍が負けた理由は幾つか考えられる。フィンランド軍は枢軸国からの技術提供によってソ連軍の通信を傍受、解読できたためにあらかじめ防衛準備が整えられたこと、またフィンランド軍は状況に合わせ迅速に防衛線に補充を送り防衛線を堅古に保ったことなどが理由とされる。
ソ連軍は第二次世界大戦開戦以降、ドイツとの戦闘で経験をつみ、冬戦争とは比べ物にならないほど戦術が向上しており、フィンランドに対して大きな戦力を集中させたが最終的にフィンランド側の防衛線を突破することができなかった。さらに、この戦いでフィンランド側がVKT線を守りきり、未だ後方のサルパ線が無傷であったことはソ連の進軍計画を阻む足かせとなった。ソ連首脳部はフィンランドの全域への進出は困難で、払う犠牲に見合う結果は得られないと認識した。これらの要因はフィンランドとの講和が若干といえど軟化する理由になった。
一方、フィンランド側にとっても、この戦いの結果は非常に大きかった。VKT防衛線は突破されるかという危ういところで何とか踏みとどまり、相手の損傷と増援の到着で戦線を補強することもできた。敗北で予想される士気の低下を防ぐことができ、さらにソ連軍にフィンランドに軍を進める難しさを知らしめたといえる。更に、西から勢いよく迫る連合軍に焦りを感じ、ドイツ戦線に戦力を集中したいソ連軍の弱みを突いて、よりよい立場で講和交渉に立てる機会を得た。
タリ＝イハンタラの戦いは継続戦争で最も重要な戦いであった。この戦いが戦争全体の趨勢を決め、冬戦争と継続戦争という2つの戦争でのソ連とフィンランドの最終的な平和交渉を導く最終結果となった。この戦いでの奮戦はフィンランドがその後も自治独立を保って生き延びる礎になった。停戦は1944年9月の7時丁度に行われ、24時間後両軍とも戦闘を停止した。

## 映像化
Tali-Ihantala 1944(2007年)

## 註・参照
1. 1 2 3 4 5 6  Koskimaa, Matti, Veitsenterällä, 1993, ISBN 951-0-18811-5, WSOY
2. ↑  ソ連国防省アーカイブ、第21軍の1944年6月から7月の死傷者記録のうち6月29日から7月10日までの十日間の死傷者概要の日録によると3198名の死者、363名の行方不明者、13,125名の戦傷者が確認できる。十日間の統計の概要から最初の四日間の戦傷者も見積ると、ソ連軍は22,000人が戦闘行為を行えなくなったと考えられ、戦死者は4,500人から5,500人と見積もられる。ソ連軍の医療統計によると戦傷者のうち6%が戦傷によって亡くなっている。しかし、これらはこの統計には含まれていない。
3. ↑  Manninen, Ohto, Molotovin cocktail, Hitlerin sateenvarjo, 1994, ISBN 951-37-1495-0, Painatuskeskus
4. 1 2 3  Maanpuolustuskorkeakoulun historian laitos, Jatkosodan historia 1-6, 1994